# Hatari!
Hatari! – amerykański film przygodowy z 1962 roku w reżyserii Howarda Hawksa. Wyprodukowany przez Paramount Pictures.
Światowa premiera filmu miała miejsce 19 czerwca 1962 roku.

## Obsada
- John Wayne jako Sean Mercer
- Hardy Krüger jako Kurt Müller
- Elsa Martinelli jako Anna Maria "Dallas" D'Alessandro
- Red Buttons jako Pockets
- Gérard Blain jako Charles "Chips" Maurey
- Bruce Cabot jako Mały Wilk "Indianin"
- Michèle Girardon jako Brandy de la Court
- Valentin de Vargas jako Luis Francisco Garcia Lopez
- Eduard Franz jako doktor Sanderson